# Rue Clodion (Paris)
Pour les articles homonymes, voir Rue Clodion.
La rue Clodion est une rue du 15e arrondissement de Paris.

## Origine du nom
La rue tient son nom du sculpteur Claude Michel Clodion (1738-1814).

## Historique
Cette rue a été créée par un arrêté du 7 décembre 1900 dans le prolongement de la rue Daniel Stern.

## Tournage filmique lié à cette rue
Au N° 3, le magasin de jouets (fermé depuis) a servi de cadre au tournage du film Pleins feux sur Stanislas (1965) de Jean-Charles Dudrumet avec Jean Marais, Nadja Tiller, André Luguet et Bernadette Lafont